# グリア細胞
グリア細胞 （グリアさいぼう、英: glial cell）は神経膠細胞（しんけいこうさいぼう）とも呼ばれ、神経系を構成する神経細胞ではない細胞の総称であり、ヒトの脳では細胞数で神経細胞の50倍ほど存在していると見積もられている。gliaという語は、膠（にかわ、英: glue）を意味するギリシャ語に由来する。
小惑星(4967) Gliaはグリア細胞に因んで命名された。

## 役割
神経細胞に対し、以下のような種々の役割を担っている。
- 神経細胞の位置の固定（他の体細胞にとっての結合組織に相当）[2]。
- 栄養素と酸素を供給[2]。
- 他のニューロン(神経細胞)から絶縁[2]。
- 病原体を破壊[2]。
- 死んだニューロンを取り除く[2]。
- 神経栄養因子の合成と分泌。
- 髄鞘（ミエリン）の構成要素となる。
- 過剰に放出されたカリウムなどのイオンの再取り込み
- 神経伝達物質を細胞内に回収することで伝達時間を限定させる。
- 血管内皮とともに血液脳関門を形成し、フィルタの役割を果たす

上述のように、グリア細胞は周辺組織の恒常性を維持するような、比較的静的な役割を演じることでシグナル伝達に貢献すると考えられてきたが、近年になって、多種多様な神経伝達物質の受容体が発現していること、受容体へのリガンド結合を経てグリア細胞自身もイオンを放出するなど、これまで神経細胞のみが担うとされてきたシグナル伝達などの動的な役割も果たしていることが、次々に示されてきている。

## 種類
ミクログリア（小膠細胞）
Hortega細胞とも呼ばれる。ミクログリアは中枢神経系で食作用を示し免疫のほか異常代謝物などの回収を担う細胞である。他のグリア細胞が外胚葉由来であるのに対して、ミクログリアは白血球同様造血幹細胞由来、つまり中胚葉由来であり、マクロファージの特殊化として考えることもできる。
アストロサイト（星状膠細胞）
中枢神経系に存在するグリア細胞。組織学的に形質性星状膠細胞と線維性星状膠細胞に分類される。
神経幹細胞に由来する。
オリゴデンドロサイト（希突起膠細胞・乏突起膠細胞・稀突起膠細胞）
中枢神経系に存在するグリア細胞で、軸索に巻きついて髄鞘を形成および巻きついた神経細胞の維持と栄養補給の機能を持つ。ひとつのオリゴデンドロサイトは数本の突起を伸ばし、それぞれの突起が異なる神経細胞の髄鞘となることが知られている。存在部位により衛星希突起膠細胞および束間希突起膠細胞とに分類される。
神経幹細胞に由来する。
上衣細胞
中枢神経系に存在するグリア細胞であり、脳室系の壁を構成する細胞である。脳室内で脈絡叢上皮を、脳室正中面で脳周囲器官を形成する。
シュワン細胞（鞘細胞）
末梢神経系に存在するグリア細胞で、軸索に巻きついて髄鞘を形成する。髄鞘を持つ神経細胞を特に有髄神経と呼ぶが、一つの有髄神経細胞にはたくさんのシュワン細胞が通常巻きつくのに対し、複数の神経細胞にまたがって巻きつくシュワン細胞は存在しない。
衛星細胞
感覚神経節、交感神経節、副交感神経節にあって、細胞体を取り巻く。筋肉中に存在する衛星細胞とは別物である。